# Nevsja
Nevsja (bulgariska: Невша) är ett distrikt i Bulgarien.   Det ligger i kommunen Obsjtina Vetrino och regionen Oblast Varna, i den östra delen av landet, 300 km öster om huvudstaden Sofia.
Trakten runt Nevsja består till största delen av jordbruksmark. Runt Nevsja är det ganska tätbefolkat, med 52 invånare per kvadratkilometer.